# Cité de l'espace
A Cité de l'Espace é um centro de cultura científica orientado para o espaço e a conquista do espaço, dedicado tanto à astronomia como à astronáutica. Localizado em Toulouse, o Cité de l'Espace foi inaugurado em junho de 1997.
O Cité de l'Espace permite que os visitantes descubram a réplica em escala real do foguete Ariane 5 (53 metros de altura), a espaçonave Soyuz e o satélite de observação terrestre ERS. Você também pode visitar um modelo de engenharia da estação espacial Mir com todos os seus equipamentos. Também está equipado com uma cúpula de observação, La Coupole de l'Astronome. 
Quase 5 milhões de visitantes já o visitaram em seus 20 anos de existência.  

## Imagens

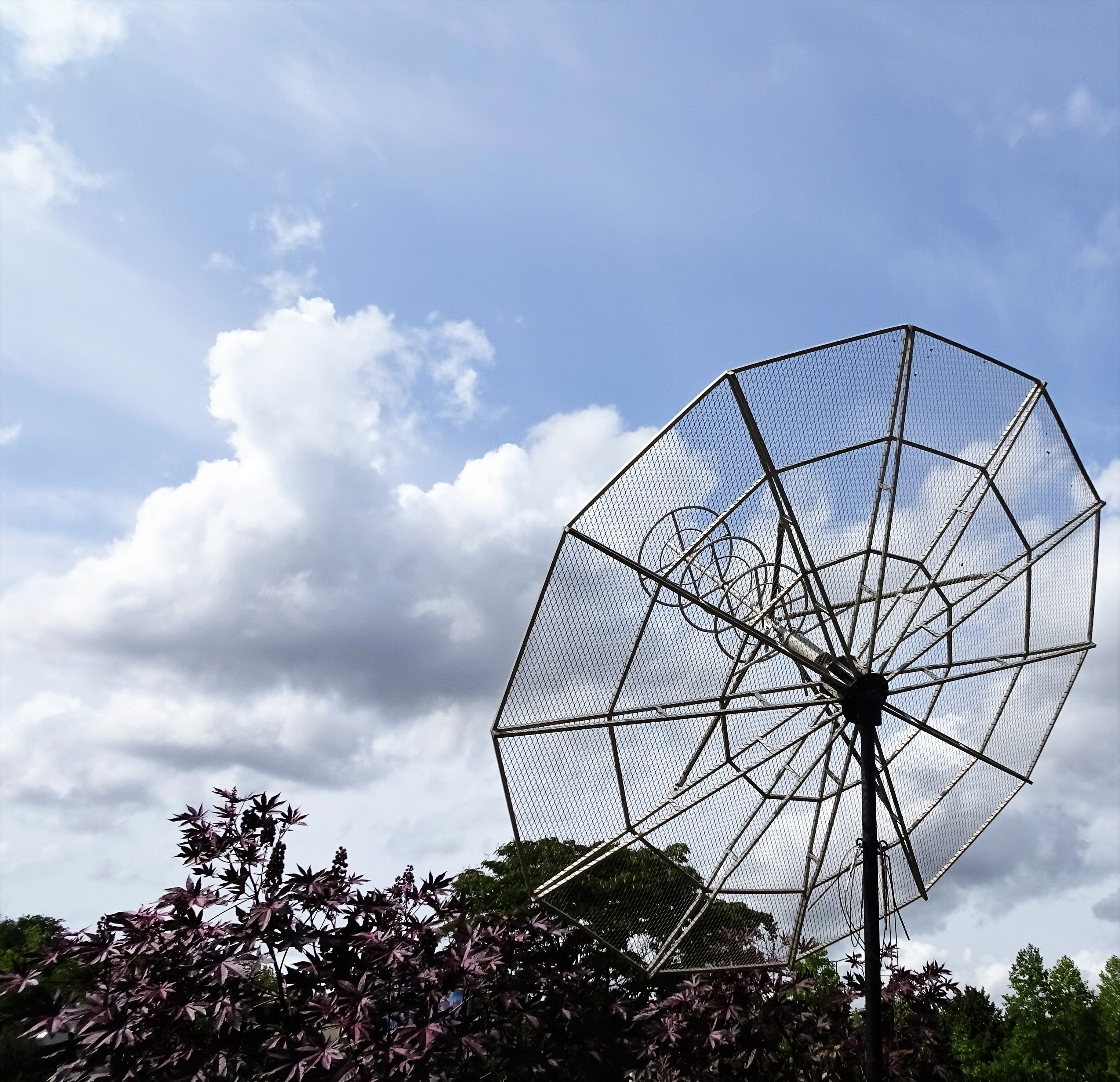
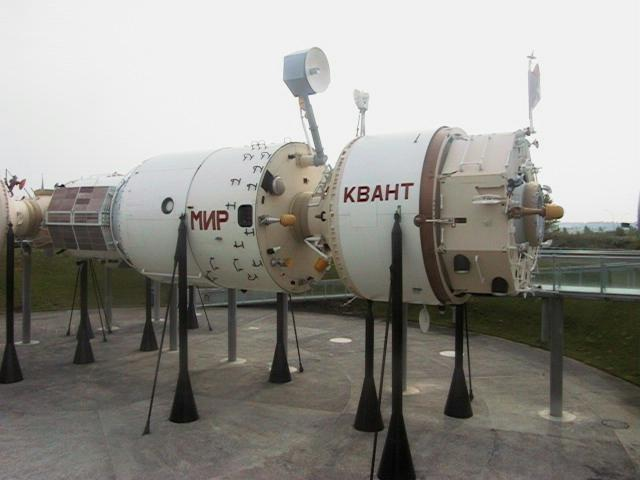
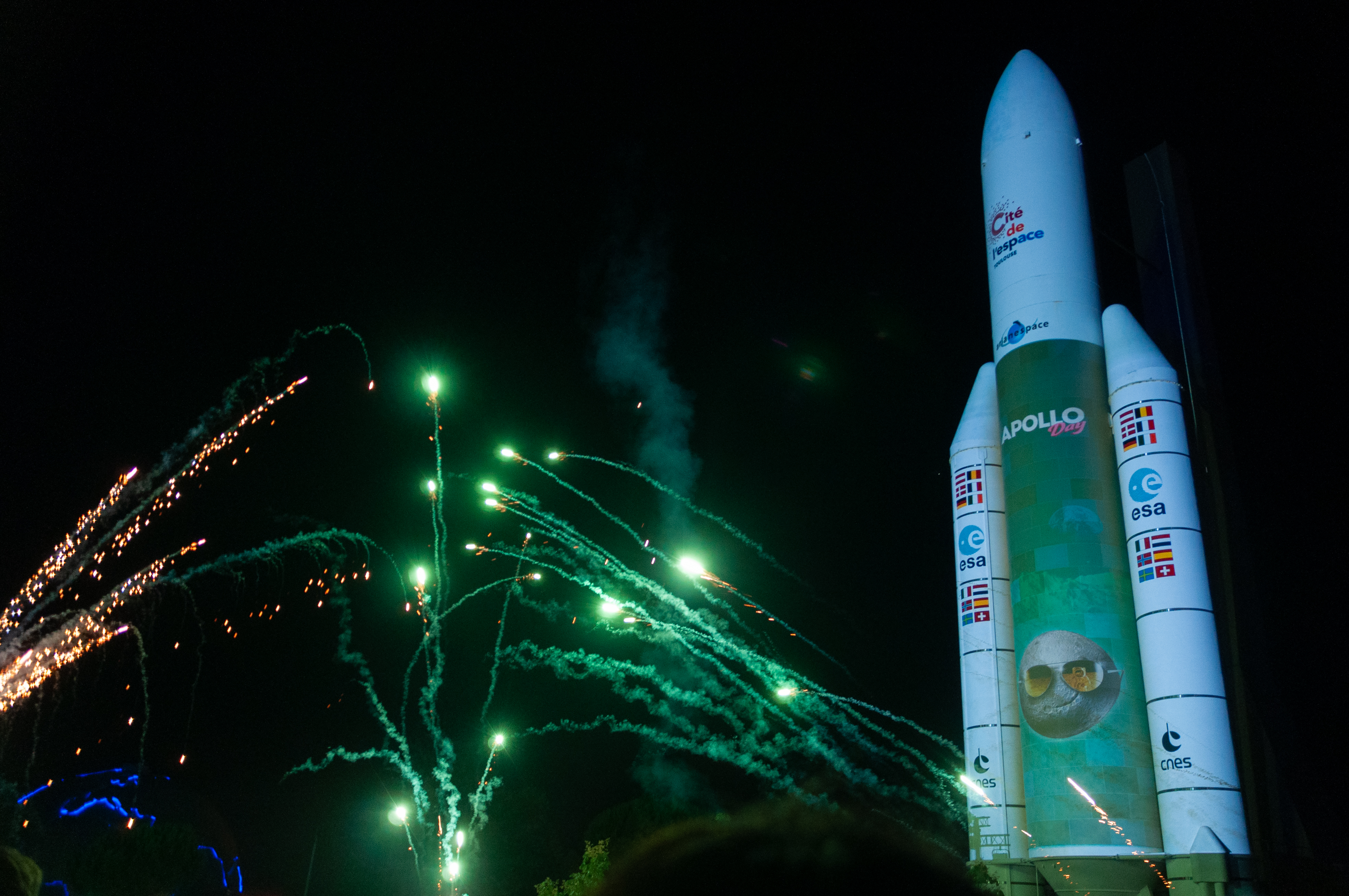